# Fresia F18 4x4
Il Fresia F18 4x4, anche chiamato in ambito militare motocarrello MTC 90, è un piccolo carrello motorizzato prodotto dalla Fresia Spa per l'Esercito italiano.

## Storia

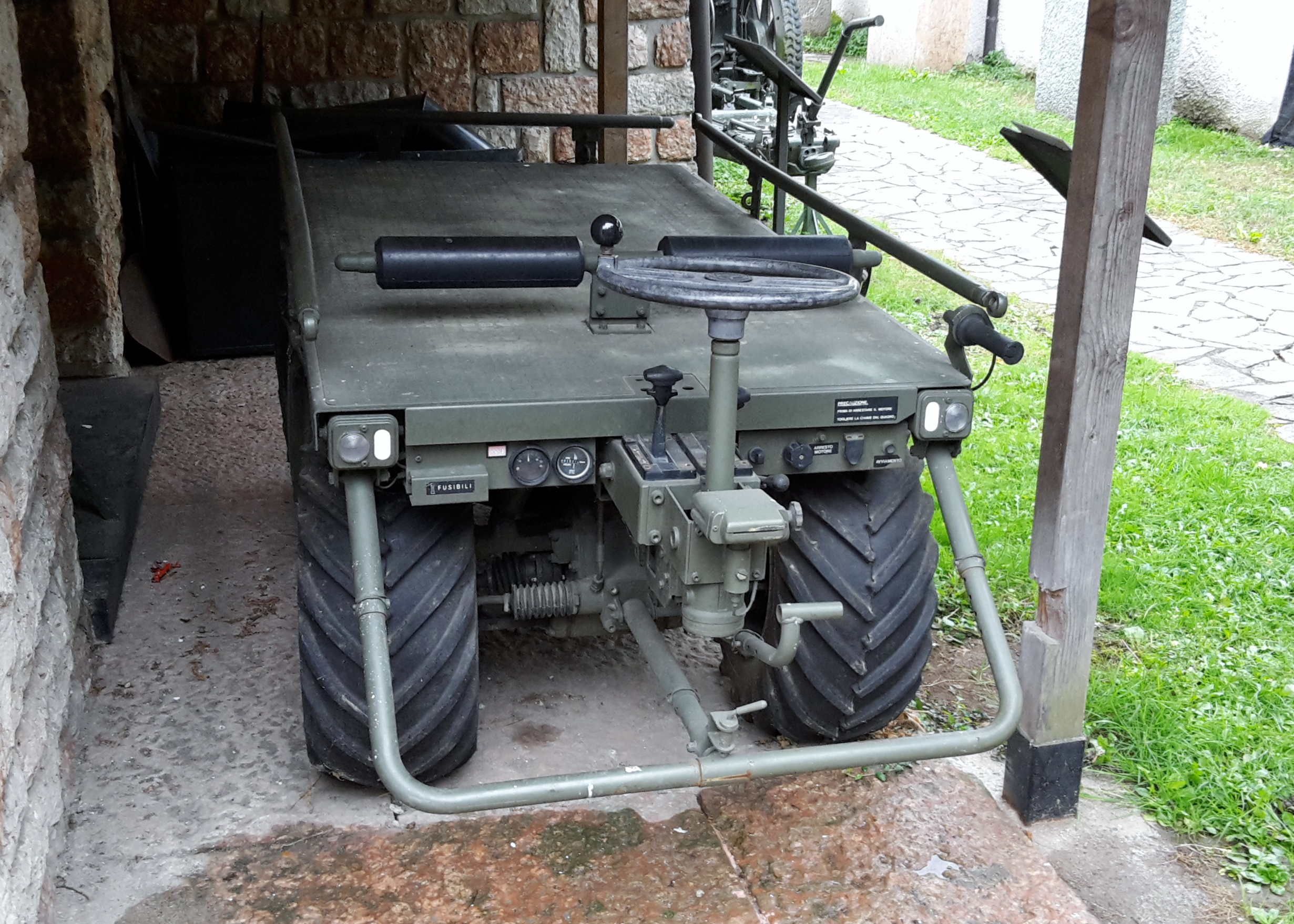
Esemplare presso il museo storico degli alpini di Trento

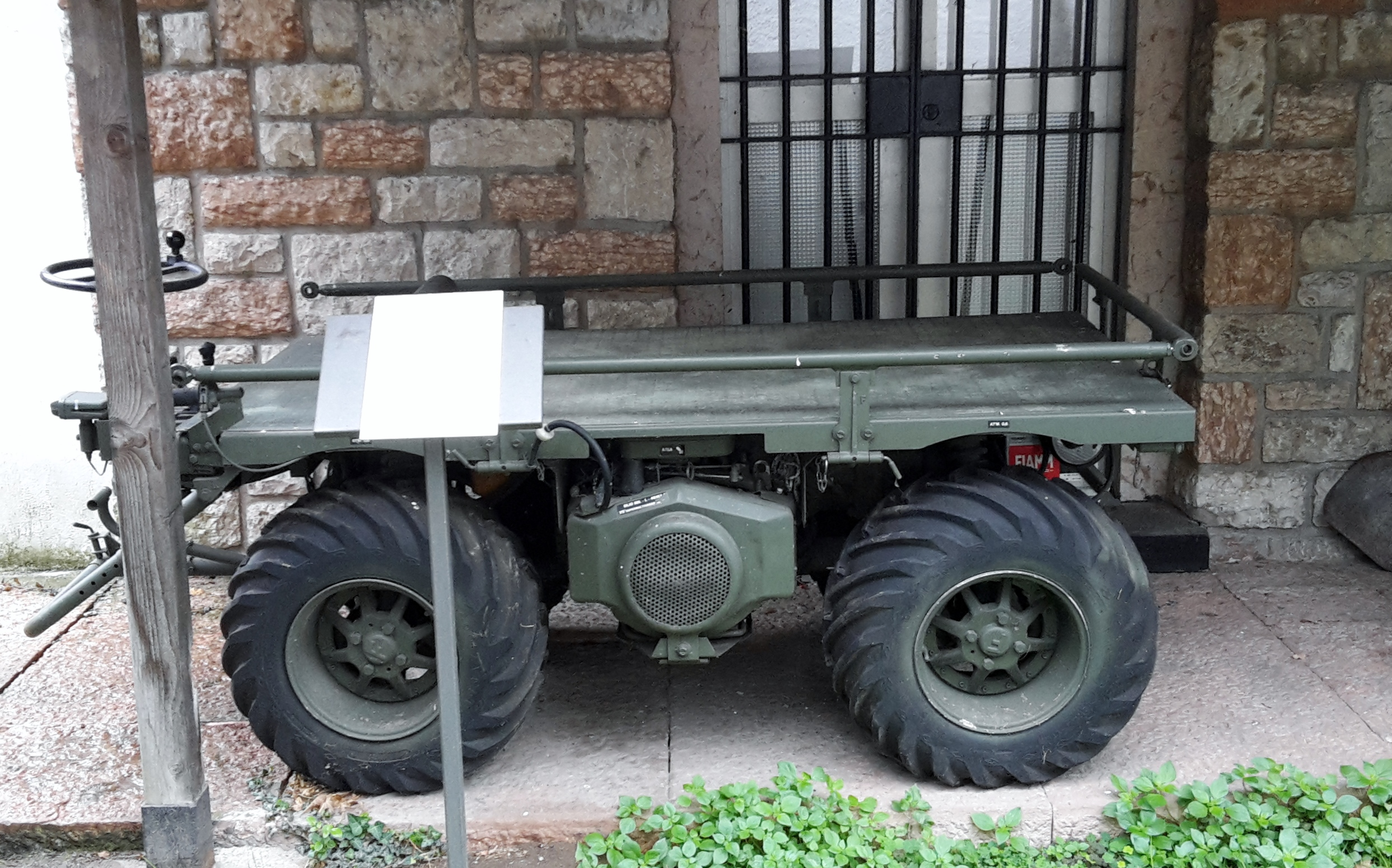
Stesso esemplare visto di fianco

### Impiego operativo
Il veicolo veniva utilizzato dai reparti Alpini dell'Esercito italiano per il trasporto di parti di artiglieria da montagna, ad esempio l'obice Oto Melara 105/14, in sostituzione del precedente motocarrello modello Fresia F10, in uso negli anni ottanta, e dunque dei muli.
Recentemente i mezzi dismessi dall'EI vengono riutilizzati dalla Protezione Civile e dalla Croce Rossa Italiana.
Spesso viene fatta confusione tra i motocarrelli MTC 80 (cioè il Fresia F10) e MTC 90 (cioè il Fresia F18). Infatti su internet si trova in genere descrizione dell'ultimo modello F18 indicandolo erroneamente come MTC 80. Probabilmente nelle caserme si è continuato a chiamarlo per abitudine MTC 80, modello del resto piuttosto raro, che pochi hanno realmente utilizzato.
L'MTC 90/Fresia F18 venne introdotto nell'esercito all'inizio degli anni novanta, a seguito della radiazione dei 36 prototipi in uso precedentemente, cioè motocarrello MTC 80/Fresia F10, introdotto a inizi anni ottanta e radiato verso il 1988. L'MTC 80 è una versione di motocarrello leggermente più piccola, senza volante ma con due leve per la guida e ruote non sterzanti, alla stregua di un cingolato, senza la barra poggiapiedi così pronunciata come sul successivo Fresia F18. Sostanzialmente nell'uso erano equivalenti, cioè semplicemente dei motocarrelli, e solo parzialmente sostituivano la funzione di trasporto dei muli.

## Descrizione tecnica
Il motocarrello Fresia F18 (o MTC 90) è dotato di trazione integrale e sterzo completamente servoassistito idraulicamente su entrambi gli assi, che lo rendono uno dei mezzi più adeguati per il trasporto di materiali in ambiente di montagna, ovvero su terreni accidentati nevosi o fangosi.
Il Fresia F18 ha la possibilità di essere comandato da bordo oppure da terra. È dotato di un motore Briggs & Stratton Twin II a due cilindri orizzontali di 694 cm³, montato sul lato sinistro in posizione centrale, che fornisce una potenza di 18 CV a 3 600 giri/min.
Il motocarrello ha un passo di 1,2 m, carreggiata 0,7 m che ospitano un pianale di carico di dimensioni 1,915 x 1,040 m con una portata utile di 430 kg (o 540 kg in caso di guida da terra). Il veicolo pesa a vuoto 540 kg.
Con queste caratteristiche, il motocarrello è in grado di superare pendenze del 60%, e trasversalmente del 30%. È in grado di guadare torrenti alti al massimo 30 cm. Il veicolo ha un'autonomia di circa 8 ore e una velocità di crociera di 20 km/h.

## Utilizzatori

### Militari
Italia
- Esercito Italiano
  - Alpini

### Civili
Italia
- Croce Rossa Italiana
- Protezione Civile
- Corpo nazionale dei vigili del fuoco
- Corpi di Polizia Municipale